# 江苏省常州市中级人民法院
江苏省常州市中级人民法院是中华人民共和国江苏省常州市的中级人民法院。

## 沿革
- 1962年10月，江苏省常州市中级人民法院成立。
- 1967年1月，市中级人民法院由中国人民解放军常州市军事管制委员会接管，成立中国人民解放军常州市公检法军事管制委员会，下设审理组，代行法院工作。法院原有的组织机构全部被废除。
- 1973年11月，市中级人民法院恢复办公。
- 1980年1月，设秘书科、刑事审判庭、民事审判庭、经济审判庭、司法行政科和法制顾问处。同年3月，司法行政科和法制顾问处划归市司法局。
- 1982年3月，秘书科改为办公室。
- 1984年1月， 撤销刑事审判庭，成立刑事审判庭改为第一刑事审判庭、第二刑事审判庭，成立人事教育科。
- 1985年9月，全国法院干部业余法律大学江苏省分校常州分部成立。
- 1986年，设立司法行政科。
- 1988年，增设告诉申诉庭、行政审判庭和执行庭。
- 1989年，人事教育科分为人事科和教育科。
- 1990年，成立监察室。
- 1991年，成立政治处。
- 1994年，撤销经济审判庭，成立第一经济审判庭和第二经济审判庭，设立法医技术室。
- 1995年，成立法警大队和赔偿审判庭。
- 2001年内设机构：第一刑事审判庭、第二刑事审判庭、民事审判庭、第一经济审判庭、第二经济审判庭、立案庭、审判监督庭、行政审判庭、执行庭、法警支队、法医室、办公室、政治部、纪检监察室、研究室、宣传处、行政处、教育培训处。

- 1962年，院址在青果巷154号。
- 1997年，永宁北路6号新建办公大楼竣工并交付使用，院址设此至今。

## 历任领导
| 院长 - 杨桂（1962年8月—1966年6月） - 胡宗文（1974年10月—1980年2月） - 宋文惠（1980年2月—1983年3月） - 秦怀玉（1983年3月—1988年2月） - 郭兴中（1988年2月—1998年2月） - 陆洪生（1998年2月—2008年2月） - 姜洪鲁（2008年2月—？） 副院长 | 党组书记 |

## 知名案例
- 原中共中央纪委委员、中国科学技术协会党组书记兼常务副主席申维辰受贿案
- 常州市环境公益协会诉储某、常州市博世尔物资再生利用有限公司等土壤污染民事诉讼案（江苏省首例环保公益诉讼）
- 环保组织“自然之友”、中国生物多样性保护与绿色发展基金会诉常州市常隆地块污染环境纠纷案（即常州外国语学校毒操场事件）

## 对应基层人民法院
- 江苏省常州市天宁区人民法院
- 江苏省常州市新北区人民法院/江苏省常州高新技术产业开发区人民法院
- 江苏省常州市钟楼区人民法院
- 江苏省常州市武进区人民法院
- 江苏省常州市金坛区人民法院
- 江苏省溧阳市人民法院
- 江苏省常州经济开发区人民法院